# Port Melbourne Soccer Club
Maillots
Port Melbourne SC est un club australien de football basé à Port Melbourne, une banlieue de Melbourne, Victoria. Le club a été formé en 1968 par des grecs australiens locaux et a été promu au fil des ans en Victorian Premier League en 1994. Il a passé les années 1994 à 2003 dans la Victorian Premier League, remportant le tournoi mineur premier ministre deux fois, mais n'a pas pu obtenir le titre pendant son séjour au VPL. Le club participe actuellement à la National Premier League Victoria.